# Uracher Talspinne
Das FFH-Gebiet Uracher Talspinne ist ein im Jahr 2005 durch das Regierungspräsidium Tübingen nach der Richtlinie 92/43/EWG (Fauna-Flora-Habitat-Richtlinie) angemeldetes Schutzgebiet (Schutzgebietskennung DE-7522-341) im deutschen Bundesland Baden-Württemberg. Mit Verordnung des Regierungspräsidiums Tübingen zur Festlegung der Gebiete von gemeinschaftlicher Bedeutung vom 5. November 2018 (in Kraft getreten am 11. Januar 2019), wurde das Schutzgebiet ausgewiesen. 

## Lage
Das weitestgehend zusammenhängende, 4772,0 Hektar große Schutzgebiet gehört zu den Naturräumen 094 – Mittlere Kuppenalb und 101 – Vorland der mittleren Schwäbischen Alb innerhalb der naturräumlichen Haupteinheiten 09 – Schwäbische Alb und 10 – Schwäbisches Keuper-Lias-Land. Es liegt entlang des Albtraufs und auf der Schwäbischen Alb rund um die Stadt Bad Urach und erstreckt sich über die Markungen von neun Städten und Gemeinden sowie über den Gutsbezirk Münsingen im Landkreis Reutlingen:
- Bad Urach: 3079,39 ha = 64,53 %
- Dettingen an der Erms: 313,04 ha = 6,56 %
- Eningen unter Achalm: 96,39 ha = 2,02 %
- Grabenstetten: 196,13 ha = 4,11 %
- Hülben: 155,09 ha = 3,25 %
- Metzingen: 426,62 ha = 8,94 %
- Münsingen: 136,96 ha = 2,87 %
- Gutsbezirk Münsingen: 9,07 ha = 0,19 %
- Römerstein: 32,93 ha = 0,69 %
- Sankt Johann: 326,88 ha = 6,85 %

## Beschreibung und Schutzzweck
Das Schutzgebiet erstreckt sich über den Albtrauf im Ermstal rund um Bad Urach mit Tal- und Hochflächen. Es handelt sich um ein Gebiet mit 126 Höhlen.

### Lebensraumklassen
(allgemeine Merkmale des Gebiets) (prozentualer Anteil der Gesamtfläche)
Angaben gemäß Standard-Datenbogen aus dem Amtsblatt der Europäischen Union
|                                             |                                             |  |      |      |
| N06 – Binnengewässer (stehend und fließend) | N06 – Binnengewässer (stehend und fließend) |  | 1 %  | 1 %  |
| N09 – Trockenrasen, Steppen                 | N09 – Trockenrasen, Steppen                 |  | 10 % | 10 % |
| N10 – Feuchtes und mesophiles Grünland      | N10 – Feuchtes und mesophiles Grünland      |  | 10 % | 10 % |
| N15 – Anderes Ackerland                     | N15 – Anderes Ackerland                     |  | 2 %  | 2 %  |
| N16 – Laubwald                              | N16 – Laubwald                              |  | 28 % | 28 % |
| N17 – Nadelwald                             | N17 – Nadelwald                             |  | 10 % | 10 % |
| N19 – Mischwald                             | N19 – Mischwald                             |  | 39 % | 39 % |
|                                             |                                             |  |      |      |

### Lebensraumtypen
Folgende Lebensraumtypen nach Anhang I der FFH-Richtlinie kommen im Gebiet vor:
| EU Code | Lebensraumtyp (offizielle Bezeichnung)                                                                          | Kurzbezeichnung                              | Hektar  |
| ------- | --- | -------------------------------------------- | ------- |
| 3150    | Natürliche eutrophe Seen mit einer Vegetation des Magnopotamions oder Hydrocharitions                           | Natürliche nährstoffreiche Seen              | 1,31    |
| 3260    | Flüsse der planaren bis montanen Stufe mit Vegetation des Ranunculion fluitantis und des Callitricho-Batrachion | Fließgewässer mit flutender Wasservegetation | 3,57    |
| 5130    | Formationen von Juniperus communis auf Kalkheiden und -rasen                                                    | Wacholderheiden                              | 6,90    |
| 6110    | Lückige basophile oder Kalk-Pionierrasen (Alysso-Sedion albi)                                                   | Basenreiche oder Kalk-Pionierrasen           | 0,10    |
| 6210    | Naturnahe Kalk-Trockenrasen und deren Verbuschungsstadien (Festuco-Brometalia)                                  | Kalk-Magerrasen                              | 20,41   |
| 6430    | Feuchte Hochstaudenfluren der planaren und montanen bis alpinen Stufe                                           | Feuchte Hochstaudenfluren                    | 6,63    |
| 6510    | Magere Flachland-Mähwiesen (Alopecurus pratensis, Sanguisorba officinalis)                                      | Magere Flachland-Mähwiesen                   | 78,69   |
| 7220    | Kalktuffquellen (Cratoneurion)                                                                                  | Kalktuffquellen                              | 2,04    |
| 8160    | Kalkhaltige Schutthalden der collinen bis montanen Stufe Mitteleuropas                                          | Kalkschutthalden                             | 4,69    |
| 8210    | Kalkfelsen mit Felsspaltenvegetation                                                                            | Kalkfelsen mit Felsspaltenvegetation         | 48,13   |
| 8310    | Nicht touristisch erschlossene Höhlen                                                                           | Höhlen und Balmen                            | 0,32    |
| 9130    | Waldmeister-Buchenwald (Asperulo-Fagetum)                                                                       | Waldmeister-Buchenwald                       | 3258,07 |
| 9150    | Mitteleuropäischer Orchideen-Kalk-Buchenwald (Cephalanthero-Fagion)                                             | Orchideen-Buchenwälder                       | 147,39  |
| 9180    | Schlucht- und Hangmischwälder (Tilio-Acerion)                                                                   | Schlucht- und Hangmischwälder                | 226,68  |
| 91E0    | Auen-Wälder mit Alnus glutinosa und Fraxinus excelsior (Alno-Padion, Alnion incanae, Salicion albae)            | Auenwälder mit Erle, Esche, Weide            | 4,92    |

### Arteninventar
Folgende Arten von gemeinschaftlichem Interesse kommen im Gebiet vor:
| Bild                   | EU Code | * | Art                    | wissenschaftlicher Name     | Artengruppe           |
| ---------------------- | ------- | - | ---------------------- | --------------------------- | --------------------- |
| Schmale Windelschnecke | 1014    |   | Schmale Windelschnecke | Vertigo angustior           | Schnecken             |
| Spanische Flagge       | 1078    | * | Spanische Flagge       | Callimorpha quadripunctaria | Schmetterlinge        |
| Hirschkäfer            | 1083    | * | Hirschkäfer            | Lucanus cervus              | Käfer                 |
| Alpenbock              | 1087    |   | Alpenbock              | Rosalia alpina              | Käfer                 |
| Hirschkäfer            | 1083    | * | Hirschkäfer            | Lucanus cervus              | Käfer                 |
| Steinkrebs             | 1093    | * | Steinkrebs             | Austropotamobius torrentium | Krebse                |
| Groppe                 | 1163    |   | Groppe                 | Cottus gobio                | Fische und Rundmäuler |
| Mopsfledermaus         | 1324    |   | Mopsfledermaus         | Barbastella barbastellus    | Säugetiere            |
| Wimperfledermaus       | 1321    |   | Wimperfledermaus       | Myotis emarginatus          | Säugetiere            |
| Bechsteinfledermaus    | 1323    |   | Bechsteinfledermaus    | Myotis bechsteinii          | Säugetiere            |
| Großes Mausohr         | 1324    |   | Großes Mausohr         | Myotis myotis               | Säugetiere            |
| Grünes Besenmoos       | 1381    |   | Grünes Besenmoos       | Dicranum viride             | Moose                 |
| Dicke Trespe           | 1882    |   | Dicke Trespe           | Bromus grossus              | Pflanzen              |

### Zusammenhängende Schutzgebiete
Die Landschaftsschutzgebiete 4.15.127 Fischburgtal und 4.15.135 Reutlinger und Uracher Alb überschneiden sich ganz oder teilweise mit dem FFH-Gebiet. Es liegt nahezu vollständig im Vogelschutzgebiet Nr. 7422-441 Mittlere Schwäbische Alb. Folgende Naturschutzgebiete liegen im FFH-Gebiet:
- Rutschen
- Nägelesfelsen